# Sphegina spiniventris
Sphegina spiniventris är en tvåvingeart som beskrevs av Stackelberg 1953. Sphegina spiniventris ingår i släktet midjeblomflugor, och familjen blomflugor. Inga underarter finns listade i Catalogue of Life.